# Jungfrau-Aletsch
De Jungfrau-Aletsch is een gebied in Zwitserland, dat sinds 2001 door de UNESCO als werelderfgoed is opgenomen. Het ligt in de kantons Bern en Wallis. Het beslaat 540 km2. Het gebied ligt in het hooggebergte, er staan vierduizenders.
In het noorden begint het aan de voeten van de Eiger, 3970 m, Mönch, 4107 m en Jungfrau, 4158 m. In het centrum ligt de Aletschgletscher. In het oosten bevinden zich de Lauteraarhorn, 4042 m, de Finsteraarhorn, 4274 m en de Oberaarhorn, 3631 m. In het westen vindt men het Lötschental en de Bietschhorn, 3934 m. Daar leven veel zeldzame dier- en plantensoorten, zoals de steenbok en de smaragdhagedis. Ook worden er dieren uitgezet die plaatselijk zijn uitgestorven, waaronder de lammergier.
Het gebied is ontstaan doordat de samenwerking tussen 15 gemeentes in de kantons Bern en Wallis. Die hebben zich verplicht voor de duurzame ontwikkeling van het gebied zorg te dragen. In 2007 werd het werelderfgoedgebied uitgebreid en kreeg het de naam Jungfrau-Aletsch. Daarvoor heette het Jungfrau-Aletsch-Bietschhorn.

## Externe links

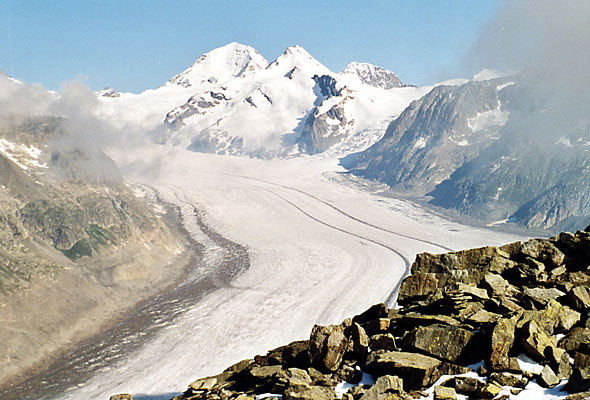
De Aletschgletscher in het midden van het gebied

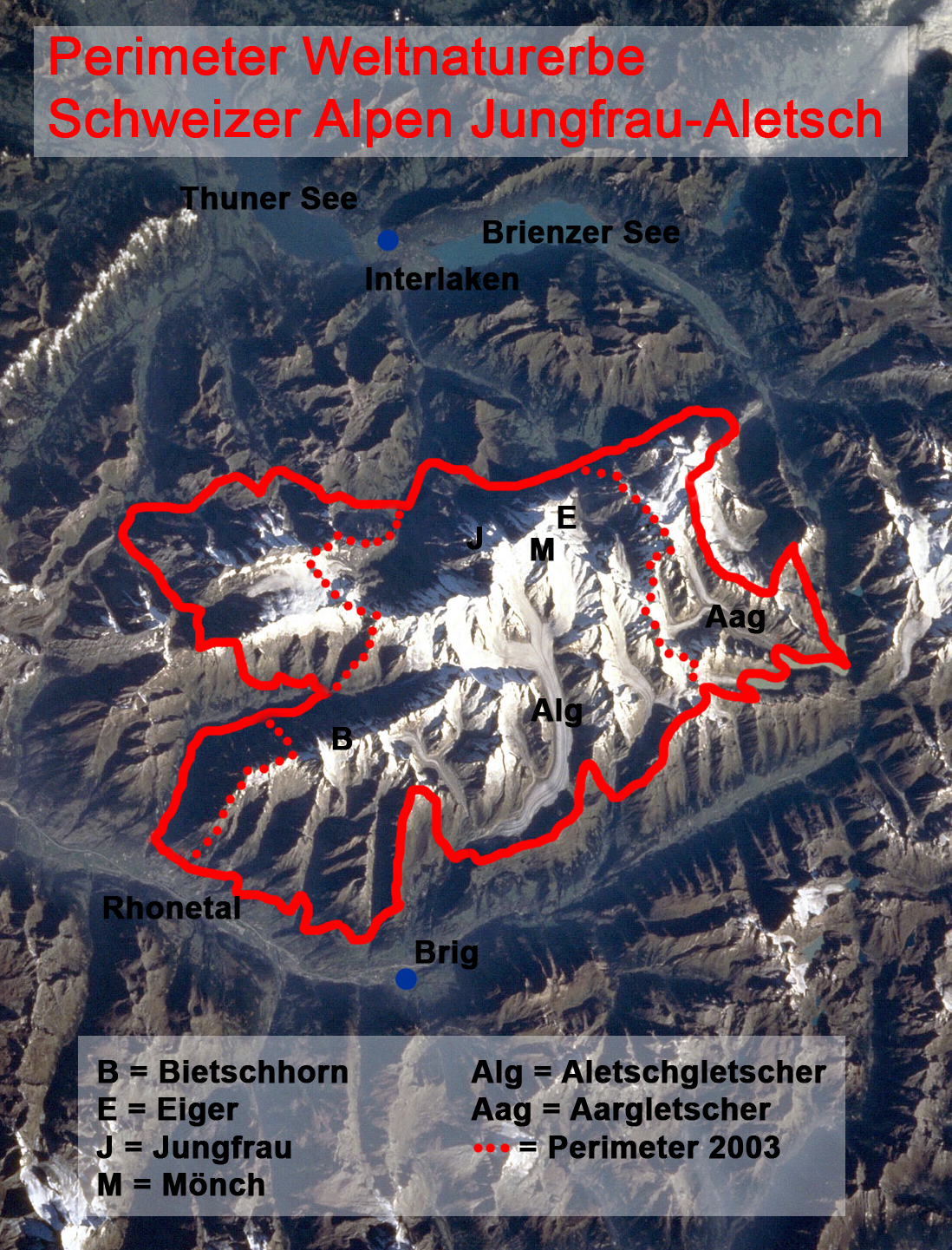
DE Jungfrau-Aletsch